# ジェームズ・ハミルトン (初代アバコーン公爵)

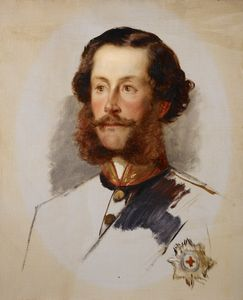
初代アバコーン公爵の肖像、1856年

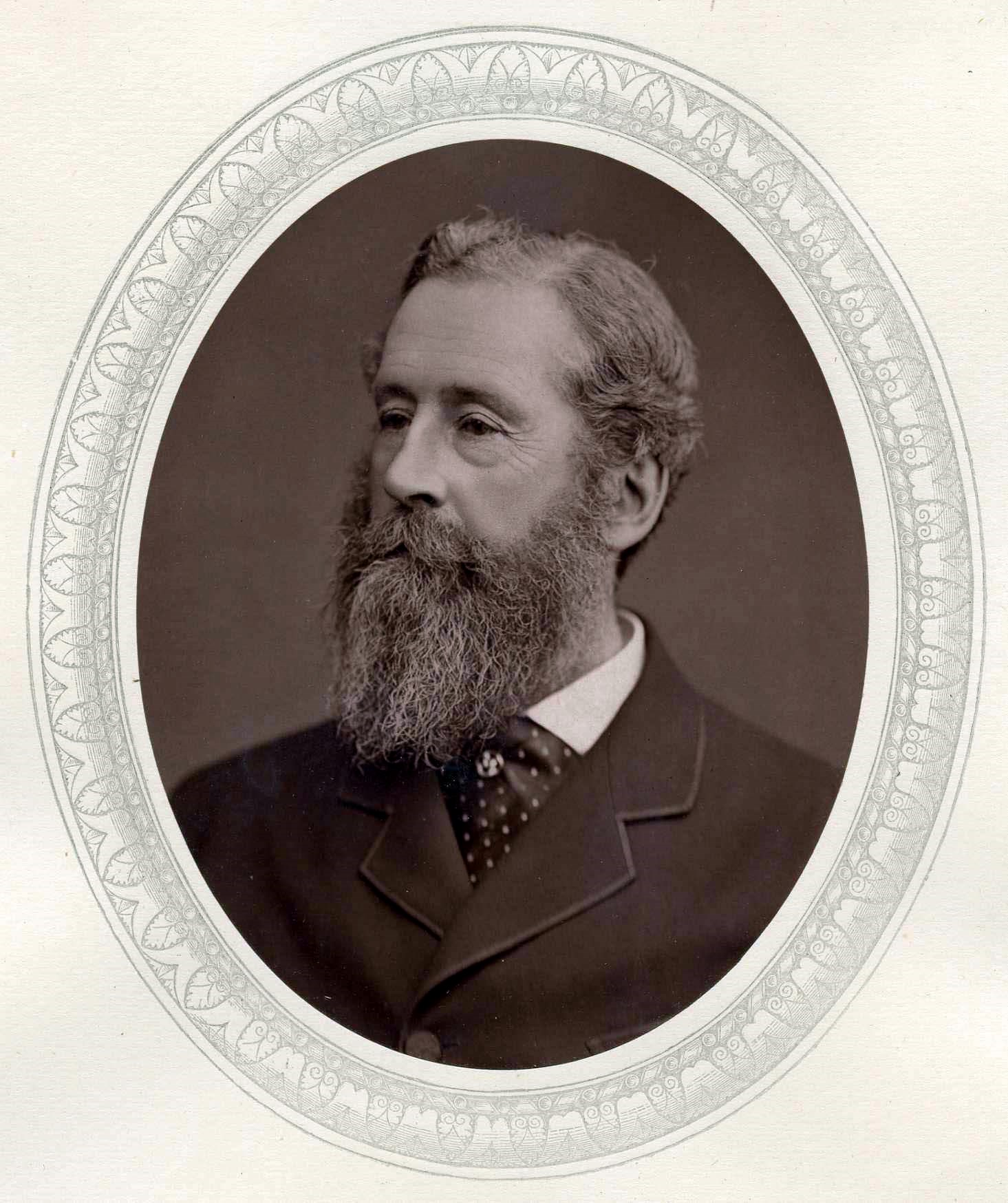
初代アバコーン公爵の肖像写真

ジェームズ・ハミルトン KG PC（James Hamilton, 1st Duke of Abercorn, 1811年1月21日 ウェストミンスター - 1885年10月31日 バロンズコート、ティロン県）は、イギリスの貴族、保守党政治家。第2代アバコーン侯爵、1868年より初代アバコーン公爵。2度にわたりアイルランド総督（在任1866年 - 1868年、1874年 - 1876年）を務めた。

## 経歴
スコットランド貴族の初代アバコーン侯爵の長男ハミルトン子爵と、その妻で第14代モートン伯爵の孫娘であるハリエット・ダグラスの間の長男として、メイフェアのシーモア・プレイス（Seymour Place）で生まれた。ハロー校を経てオックスフォード大学のクライストチャーチ学寮で学んだ。1814年に父の死に伴ってハミルトン卿の称号を帯び、1818年には祖父の死によりわずか7歳で侯爵位を相続した。1856年にオックスフォード大学より民法の名誉博士号を得た。
1844年にガーター勲章を授けられ、ドニゴール県知事に就任した。1846年には枢密院議員および王配アルバートの宮内官（Groom of the Stool）となり、その後20年間にわたってヴィクトリア女王の宮廷で重きをなした。1866年にアイルランド総督を拝命したが、1868年の総選挙でウィリアム・グラッドストン率いる自由党が勝利すると辞任した。その直後、ハミルトン侯爵（連合王国貴族）およびアバコーン公爵（アイルランド貴族）を授けられた。1874年に再びアイルランド総督となるが、1876年には妻の深刻な病のために辞任せざるを得なくなった。
1874年にはフリーメイソンのアイルランド・グランド・ロッジの団長に就任し、終身でその任にあった。1878年には特命全権大使に任命され、イタリア王ウンベルト1世にガーター勲章を授与する役目を果たした。1881年にアイルランド大学の総長に就任したが、4年後の1885年に死去した。
1864年にフランス皇帝ナポレオン3世が、1548年の第2代アラン伯爵の叙爵に由来するシャテルロー公爵位を第12代ハミルトン公爵（アラン伯の女系子孫）に授けた際、アラン伯の男系の嫡流である自身に本来の公爵位継承権があるとフランス国務院に主張したが、容れられなかった。
ウェールズ公妃ダイアナ、グロスター公爵夫人アリス、ヨーク公爵夫人セーラは初代アバコーン公爵の子孫である。
1876年時点でドニゴール県に15,942エーカーの領地を、ティロン県に47,615エーカーの領地を所有しており、これらの領地は年収35,802ポンド相当だった。

## 子女
1832年に第6代ベッドフォード公爵の娘ルイーザ・ラッセル（1812年 - 1905年）と結婚して14人の子女をもうけた。
- ハリエット・ハミルトン（1834年 - 1913年、第2代リッチフィールド伯爵夫人）
- ビアトリクス・ハミルトン（1835年 - 1871年、第2代ダラム伯爵夫人）
- ルイーザ・ハミルトン（1836年 - 1912年、第6代バクルー公爵夫人）
- キャスリーン・ハミルトン（1837年 - 1874年、第4代マウント・エッジカム伯爵夫人）
- ジェームズ・ハミルトン（1838年 - 1913年、第2代アバコーン公爵）
- ジョージアナ・ハミルトン（1841年 - 1913年、第5代ウィンタートン伯爵夫人）
- クロード・ハミルトン（1843年 - 1925年、下院議員）
- ジョージ・ハミルトン（1845年 - 1927年、海軍大臣・インド担当大臣）
- アルバータ・ハミルトン（1847年 - 1932年、第8代マールバラ公爵夫人）
- ロナルド・ハミルトン（1849年  - 1867年）
- モード・ハミルトン（1850年 - 1932年、第5代ランズダウン侯爵夫人）
- コズモ・ハミルトン（1853年）
- フレデリック・ハミルトン（1856年 - 1929年、下院議員）
- アーネスト・ハミルトン（1858年 - 1939年、下院議員）